# Österreichische Volksbanken-Aktiengesellschaft
Die Österreichische Volksbanken-Aktiengesellschaft (auch Österreichische Volksbanken-AG, abgekürzt ÖVAG), seit 4. Juli 2015 Immigon Portfolioabbau AG war das Spitzeninstitut der österreichischen Volksbank Gruppe und befindet sich derzeit in der Abwicklung.

## Geschichte
Die ÖVAG wurde 1922 als Österreichische Zentralgenossenschaftskasse von den im Allgemeinen Verband der auf Selbsthilfe beruhenden Erwerbs- und Wirtschaftsgenossenschaften Österreichs (seit 1930 Österreichischer Genossenschaftsverband, ÖGV) Kreditgenossenschaften (Schulze-Delitzsch) unter der Führung von Otto Neudörfer gegründet, der bis Juli 1931 als erster Vorstandsobmann fungierte und dann bis zu seinem Tod Vorsitzender des Aufsichtsrates war.
Die Umwandlung in eine Aktiengesellschaft mit der Bezeichnung Österreichische Volksbanken-Aktiengesellschaft erfolgte 1974. Die Bank verfügt über den Markennamen und die internationale Bezeichnung Volksbank AG (kurz VBAG).
Im Jahr 1991 übernahm die ÖVAG zusätzlich zur Funktion als Spitzeninstitut auch Kommerzbankfunktionen.
Nach 1991 expandierte die ÖVAG nach Osteuropa: 1991 gründete die ÖVAG als erste ausländische Bank eine Bank in der damaligen Tschechoslowakei (in Bratislava, heute Slowakei). Es folgten Tschechien (1993), Ungarn (1993), Slowenien (1993), Kroatien (1997), Rumänien (2000), Bosnien und Herzegowina (2000), Serbien (2003) und Ukraine (gegründet 1991 als Elektron Bank, übernommen von der ÖVAG im Jahr 2006). Die Ostbeteiligungen wurden von der Volksbank International AG (VBI) gehalten, an der ab 2004/2005 auch die deutsche DZ Bank/WGZ Bank und die französische Banque Fédérale des Banques Populaires mit jeweils 24,5 % beteiligt waren.
2002 erhöhte die Ergo Versicherung im Rahmen der laufenden Kooperation mit den Volksbanken ihre Beteiligung an der ÖVAG auf 10 %.

### Verstaatlichung
Mit der Übernahme der Mehrheit bei der Investkredit Bank AG und der Kommunalkredit Austria AG um zusammen 800 Millionen Euro im Jahre 2005 hatte sich die ÖVAG erhebliche Risiken aufgehalst, die in der Finanzkrise 2008 schlagend geworden sind. Die schwer angeschlagene Kommunalkredit AG wurde am 3. November 2008 durch eine Zwangsverstaatlichung gerettet und die Republik Österreich übernahm um den symbolischen Kaufpreis von 1 Euro den Anteil der ÖVAG. Diese musste den Buchwert ihres Anteiles an der Kommunalkredit in Höhe von 420.000 Euro abschreiben.
Im Jahre 2009 erhielt die ÖVAG 1 Mrd. Euro Partizipationskapital vom österreichischen Staat aus dem staatlichen Bankenhilfspaket. Da die Bank in den Folgejahren kein positives Betriebsergebnis erreichte, hatte sie für dieses Kapital keine Dividende zu bezahlen.

### Sanierung
Im Jahr 2010 verkaufte die ÖVAG ihre Immobilientochter Europolis um 272 Millionen Euro an die CA Immo.
Ende 2010 wurde der Beschluss zum Verkauf der Volksbank International AG (VBI) gefasst. Im September 2011 unterzeichneten die bisherigen Eigentümer der VBI (ÖVAG: 51 %, DZ Bank AG und WGZ Bank AG: 24,5 %, Banques Populaires Caisses d’Epargne: 24,5 %) einen Vertrag über den Verkauf von 100 % der Anteile der VBI-Gruppe an die russische Sberbank. Das Closing der Transaktion fand am 15. Februar 2012 statt. Die Sberbank erwarb damit neun Institute in der Slowakei, Tschechien, Ungarn, Slowenien, Kroatien, Bosnien-Herzegowina, Serbien und der Ukraine. Die Volksbank Rumänien war von der Transaktion ausgenommen und wurde in eine neue Gesellschaft eingebracht. Die Eigentümerverhältnisse blieben unverändert, die ÖVAG behielt ihren 51 %-Anteil. Die neue Gesellschaft wurde von den Eigentümern direkt – nicht wie bisher über die VBI in Wien – gesteuert.
Im Dezember 2011 verkaufte die ÖVAG ihre 25-%-Beteiligung an der Victoria Volksbanken Versicherung an die Ergo Versicherung.
Das Geschäftsjahr 2011 endete mit einem Verlust von mehr als 1,3 Milliarden Euro. Der hohe Jahresverlust 2011 hatte mehrere Ursachen, so wurden in erster Linie Verluste bei den Bankentöchtern in Rumänien und Ungarn und die Abschreibungen bei Griechenlandanleihen angegeben. Weiters waren Abschreibungen bei der Beteiligung an der Investkredit notwendig. Auch beim Verkauf der Volksbank International an die russische Sberbank konnte nicht der Preis erzielt werden, den man sich erwartet hatte.
Das machte ein neuerliches Sanierungskonzept erforderlich, welches am 27. Februar 2012 vereinbart wurde. Um den Verlust abzudecken, wurde vorerst eine Kapitalherabsetzung durchgeführt, wobei der Staat von der eingesetzten Milliarde 700 Millionen abschreiben musste. Der 70-prozentigen Kapitalschnitt hat alle Kapitalinstrumente betroffen, also Aktienkapital, staatliches und privates Partizipationskapital. In der Folge beteiligte sich die Republik Österreich direkt bei der ÖVAG, wodurch die Bank im Zuge einer Kapitalerhöhung von insgesamt 484 Millionen Euro, vom Bund 250 Millionen Euro frisches Geld bekommen hat. Die restlichen 234 Millionen Euro stammten von den Bundesländer-Volksbanken, welche die Aktienmehrheit in der ÖVAG behielten. Die österreichischen Volksbanken mussten sich dazu verpflichten, mit der ÖVAG einen „Haftungsverbund“ zu bilden. Der Haftungsverbund, der 58 Kreditinstitute umfasste, wurde am 29. Juni 2012 bei der Bundeswettbewerbsbehörde angemeldet. Mit der Genehmigung durch die österreichische Finanzmarktaufsicht am 18. September 2012 hat der Kreditinstitute-Verbund (Volksbanken-Verbund) Rechtswirksamkeit erlangt.
Der Verbund bestand zu dem Zeitpunkt aus 42 regionalen Volksbanken, 6 Spezialbanken (Apothekerbank, Ärztebank, Gärtnerbank, IMMO-Bank, Sparda Linz, Sparda Villach/Innsbruck), 4 Hauskreditgenossenschaften, der start:bausparkasse (vormals Allgemeine Bausparkasse reg.Gen.m.b.H. (ABV)) und der Österreichische Volksbanken-Aktiengesellschaft.
Im April 2014 wurde die Volksbank Malta für 35 Millionen Euro an die maltesische Medbank verkauft; das Closing erfolgte im September 2014.
Im September 2014 verkaufte die ÖVAG ihre polnische und rumänische Leasinggesellschaft an die polnische Getin Holding. Die tschechische Leasinggesellschaft wurde im Oktober 2014 an die GE Money Bank verkauft und die slowakische Leasinggesellschaft im Juli 2015 an ČSOB Leasing.
Die Banca Transilvania kaufte im Dezember 2014 die Volksbank Romania S.A. Das Closing erfolgte im April 2015.
Die ÖVAG muss laut EU-Vorgaben ihr gesamtes Eigengeschäft einstellen oder verkaufen.

## Abwicklung
Im Oktober 2014 wurde die Restrukturierung der ÖVAG wie folgt beschlossen:
1. Die Funktionen als Spitzeninstitut (Organisation des Haftungsverbundes der Volksbanken sowie Servicefunktionen für diese) sollen an die Volksbank Wien-Baden übertragen werden.
2. die übrige ÖVAG wird zur Bad Bank, gibt die Banklizenz auf und wickelt das übrige Vermögen ab.
3. die zu diesem Zeitpunkt noch 44 selbständigen Volksbanken und 7 Spezialinstitute sollen zu 9 Regionalbanken sowie 3 Spezialinstituten verschmolzen werden. Dieser Verschmelzungsprozess hatte bereits im Sommer 2013 begonnen (zu Details siehe unter Volksbank Gruppe).[33][34]

Im Jänner 2015 hatten 12 von 41 Instituten noch keine Hauptversammlung zur Fassung der Fusionsbeschlüsse einberufen. Die ÖVAG drohte ihnen mit Einstellung ihrer Dienstleistungen (Zahlungsverkehr, Wertpapierabwicklung, …), sollten sie noch länger zuwarten. Per März 2015 sollen – nach Intervention der Finanzmarktaufsicht – aber alle Fusionen wie geplant ablaufen.
Die Übertragung der Spitzeninstitutsfunktionen auf die Volksbank Wien-Baden AG wurde im April 2015 bei der Bundeswettbewerbsbehörde angemeldet.
Am 4. Juli 2015 wurde die Abspaltung durchgeführt. Der Name der Abbaubank lautet Immigon Portfolioabbau AG.
Die Volksbank Invest Kapitalanlagegesellschaft und die Immo Kapitalanlage wurden Im Dezember 2015 an die Fondsgesellschaft Union Investment verkauft. Der neue Name lautet Union Investment Austria GmbH.
Im Juli 2015 verkaufte die Immigon ihre Anteile an der Victoria Volksbanken Vorsorgekasse und der Victoria
Volksbanken Pensionskasse an die Bonus Pensionskasse. Im August 2015 verkaufte die Immigon die VB Leasing an die BAWAG PSK Leasing, die VB Factoring an die deutsche A.B.S. Factoring AG.
Die Leasinggesellschaften in Kroatien, Serbien, Bosnien und Slowenien werden abgewickelt.
Im Juli 2015 übernahm die Volksbank Wien-Baden die VB Management Beratung GmbH und die VB Services für Banken GmbH.
Im Juli 2015 wurde bekannt, dass Immigon nicht nachrangige Verbindlichkeiten im Volumen von 933 Millionen Euro rückkaufen wird. Durch den Rückkauf unter dem Nominale ergibt sich voraussichtlich ein Gewinn im Einzelabschluss.
Im August 2015 verkaufte Immigon ihren Drittelanteil an der RSV Beteiligungs GmbH (die an den Österreichischen Lotterien beteiligt ist) an Novomatic.
Von den im Jänner 2015 noch 600 Mitarbeitern der damaligen ÖVAG wurde bislang mehr als die Hälfte abgebaut; im ersten Quartal 2016 hatte Immigon 278 Mitarbeiter.  Per 30. Juni 2016 betrug die Mitarbeiterzahl 220, zum Jahresende 193. Die Liquidation hätte bis Ende 2017 abgeschlossen sein sollen, doch per Jahresende 2017 hatte Immigon noch 141 Mitarbeiter.
Die Investkredit Bank AG wurde ursprünglich als österreichische Spezialbank für Unternehmensfinanzierungen gegründet und hat sich über die Jahrzehnte hinweg durch organisches Wachstum und strategische Partnerschaften weiterentwickelt.
Heute besteht die Investkredit Bank AG weiterhin als eigenständige juristische Einheit, jedoch in einem stark fokussierten Geschäftsmodell. Ihre Tätigkeit beschränkt sich gegenwärtig auf zwei Kernbereiche:
- Private Banking – individuelle Betreuung vermögender Privatkunden mit maßgeschneiderten Lösungen in Vermögensverwaltung, Nachfolgeplanung und Anlageberatung.
- Kredite in Form von Garantien und Bürgschaften (Signaturkredite/Bonds) – insbesondere im Rahmen von Finanzierungen für institutionelle Kunden und ausgewählte Firmen.

Damit bewahrt die Bank ihre Unabhängigkeit in spezialisierten Nischen und bleibt zugleich in das Umfeld der österreichischen Bankenlandschaft eingebunden.
Per Jahresende 2018 waren es nur noch 37 Mitarbeiter. Im Juni 2019 trat die Immigon in Liquidation.

## Eigentümerstruktur
Bis 2013 hielt die ERGO-Gruppe einen Anteil von 1,5 %, den die Volksbanken Holding übernommen hat. Aktuell hat die Österreichische Volksbanken-Aktiengesellschaft folgende Eigentümerstruktur:
- 51,6 % – Volksbanken Holding eGen
- 43,3 % – Republik Österreich
- 3,8 % – DZ Bank AG
- 0,9 % – Raiffeisen Zentralbank Österreich AG
- 0,4 % – Streubesitz

## Konzern der Österreichischen Volksbanken-AG (kurz ÖVAG-Konzern)
Der ÖVAG-Konzern war Österreichs viertgrößte Bankengruppe und in den Geschäftsfeldern Financial Markets, Immobilien, Unternehmen und Retail tätig. Dem Konzern gehörten neben Banken, Immobilien- und Leasinggesellschaften weitere Dienstleistungsunternehmen an:
- Banken (VB Factoring Bank AG, Volksbank Invest Kapitalanlageges.m.b.H.)
- Immobiliengesellschaften (VB Real Estate Services GmbH, IMMO-Kapitalanlage AG)
- Leasinggesellschaften (VB Real Estate Services GmbH, VB Leasing Finanzierungs GmbH, VB-Leasing International Holding GmbH)
- Dienstleister (VB Services für Banken GmbH, VB Management Beratung GmbH)

## Kennzahlen 2011 des ÖVAG-Konzerns
Der Geschäftsbericht 2011 des Konzerns nannte folgende Zahlen:
- Durchschnittliche Anzahl der Mitarbeiter: 3.120 (1.315 Inland, 1.805 Ausland)
- Bilanzsumme: 41,135 Mrd. Euro
- Jahresergebnis vor Steuern: −891,2 Mio. Euro

In einem Ranking des Forbes Magazine der weltweit größten Aktiengesellschaften aus dem Jahre 2013 lag die Volksbanken AG auf Platz 1.697.

## Direktoren und Generaldirektoren
- Paul Poindecker (1939 bis 1945)
- Erich Manhardt (1947 bis 1972)
- Erich Werner (1973 bis 1978)
- Robert Wychera (1979 bis 1985)
- Robert Mädl (1985 bis 1999)
- Klaus Thalhammer (1999 bis 2004)
- Franz Pinkl (2004 bis 2009)
- Gerald Wenzel (2009 bis 30. April 2012)
- Michael Mendel (interimistisch)
- Stephan Koren (ab 1. September 2012)

## Aufsichtsratspräsidenten
- Otto Maresch (1923 bis 1927)
- Otto Neudörfer (1931 bis 1932)
- Karl Lakowitsch (1947 bis 1973)
- Josef Scherrer (1973 bis 1984)
- Franz Wenzl (1984 bis 1992)
- Gerhard Ortner (1992 bis 2002)
- Franz Pinkl (2002 bis 2004)
- Walter Zandanell (2004 bis 2009)
- Hans Hofinger (2009 bis 2012)
- Hans Jörg Schelling (2012 bis September 2014)[61]
- Klaus Liebscher (ab September 2014)[23]

## Ehrenamtliche Vorstandsvorsitzende (Obmänner)
- Otto Neudörfer (1923 bis 1931)
- Karl Rehling (1931 bis 1937)
- Paul Poindecker (1937 bis 1938)[62]